# Hammamat Patera
L'Hammamat Patera è una struttura geologica della superficie di Ganimede.